# 韋爾布利亞尼 (亞沃里夫區)
50°3′0″N 23°25′40″E / 50.05000°N 23.42778°E
韋爾布利亞尼（烏克蘭語：Вербляни），是烏克蘭的村落，位於該國西部利沃夫州，由亞沃里夫區負責管轄，始建於1895年，面積4平方公里，海拔高度244米，2001年人口615，人口密度每平方公里1,003.26人。